# Гел Гілл
Гарольд Прістлі «Гел» Гілл (англ. Harold Priestley "Hal" Gill; 6 квітня 1975, м. Конкорд, США) — американський хокеїст, захисник.
Виступав за «Провіденс Брюїнс», «Бостон Брюїнс», «Лукко» (Раума), «Торонто Мейпл-Ліфс», «Піттсбург Пінгвінс», «Монреаль Канадієнс», «Нашвілл Предаторс».
В чемпіонатах НХЛ — 1052 матчі (36+144), у турнірах Кубка Стенлі — 105 матчів (0+6).
У складі національної збірної США учасник чемпіонатів світу 2000, 2001, 2004, 2005 і 2006 (39 матчів, 0+2).
Досягнення
- Бронзовий призер чемпіонату світу (2004)
- Володар Кубка Стенлі (2009).